# Windows 1.0
|  | No s'ha de confondre amb Windows 10. |

Windows 1.0 és un sistema operatiu gràfic per a ordinadors personals desenvolupat per Microsoft. Microsoft va treballar en Apple Computer per desenvolupar aplicacions per a l'Apple Macintosh original, el Gener de 1984, el primer ordinador personal fabricat en sèrie amb una interfície gràfica.
Windows 1.0 va ser llençat al mercat el 20 de novembre de 1985, com la primera versió de la línia Microsoft Windows. S'executa com un gràfic, una interfície multitasca de 16-bit a la part superior d'una instal·lació existent de MS-DOS, proporcionant un entorn que pugui executar programes gràfics dissenyats per a Windows, així com el programari existent de MS-DOS. El seu desenvolupament va ser encapçalat pel fundador de l'empresa, Bill Gates, després de veure una demostració d'un conjunt de programari similar conegut com a COMDEX de Visi On.
Tot i respostes positives a les seves primeres presentacions i el suport d'una sèrie de fabricants de maquinari i programari, Windows 1.0 va ser mal rebut pels crítics, que sentia que no complia amb les seves expectatives. En particular, sentien que Windows 1.0 posa massa èmfasi en l'entrada del ratolí en un moment en l'ús del ratolí encara no estava molt estesa; no proporcionar prou recursos per a nous usuaris; i per als que pateixen de problemes de rendiment, especialment en sistemes amb especificacions de maquinari més baixes. Malgrat aquestes crítiques, Windows 1.0 va resultar ser una fita important per a Microsoft, i en la història de la computació en general. Windows 1.0 va ser oficialment declarat obsolet i no suportat per Microsoft el 31 de desembre del 2001.

## Història

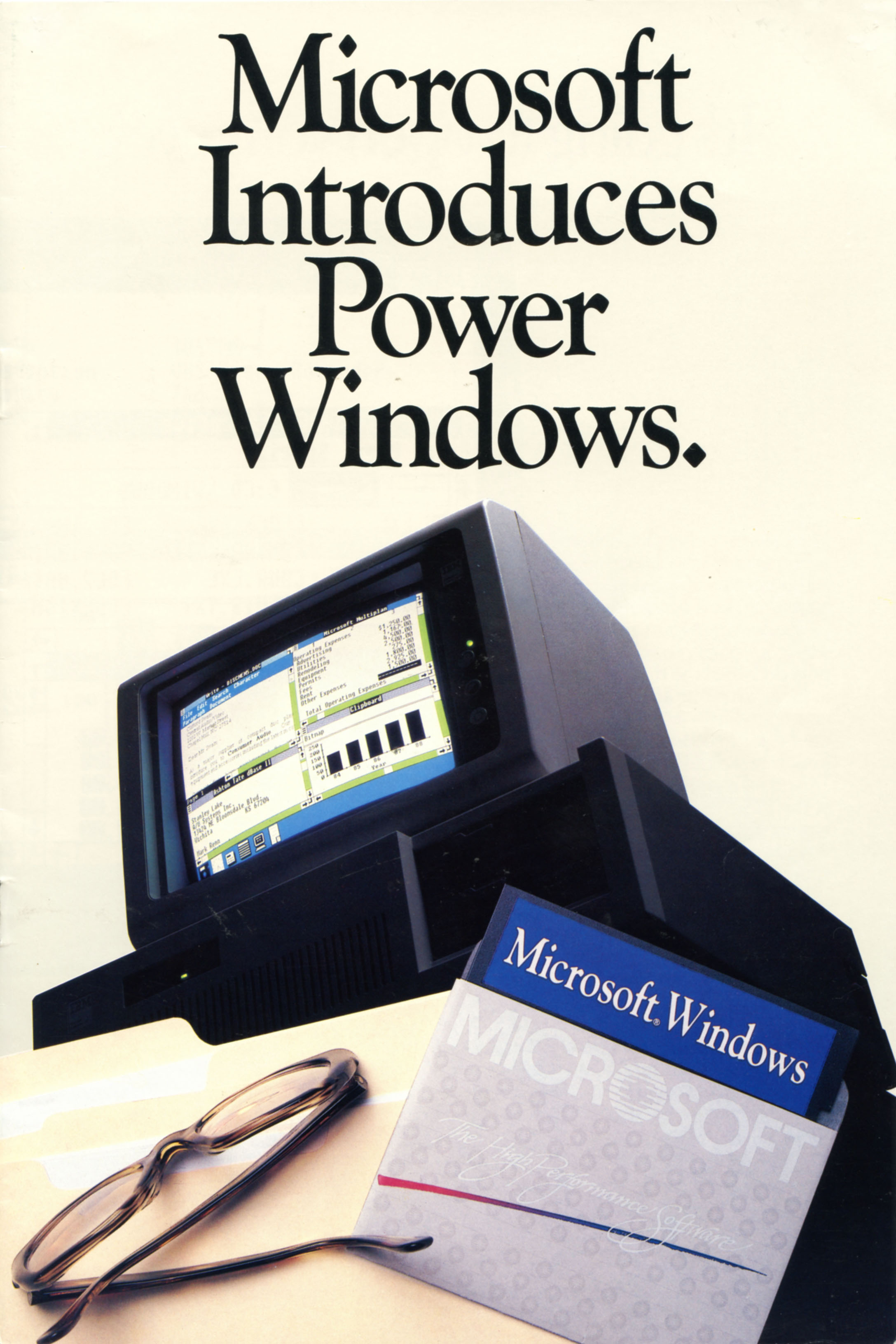
Publicitat de Microsoft Windows 1.0, publicat el gener de 1986

El desenvolupament de Windows va començar després de veure el fundador de Microsoft, Bill Gates, una demostració de COMDEX a 1982 de VisiCorp Visi On, un conjunt de programari d'interfície gràfica per a IBM PC compatible.
Microsoft va presentar per primera vegada a Windows al públic el 10 de novembre de 1983. Requerint dos discs flexibles i 192 kB de RAM, Microsoft va descriure el programari com un controlador de dispositius per a MS-DOS 2.0. En donar suport multitasca cooperativa a finestres de mosaic quan s'utilitzen aplicacions de bon comportament que només utilitzen les crides al sistema DOS, i permetre que les aplicacions sense bon comportament per funcionar en una pantalla completa, Windows difereix tant des de Visi On i d'Apple Computer Lisa oferint immediatament moltes aplicacions. A diferència de Visi On, els desenvolupadors de Windows no van tenir necessitat d'utilitzar Unix per desenvolupar aplicacions IBM PC; Microsoft planeja animar a altres companyies, incloent-hi competidors, desenvolupar per a Windows de Microsoft que no requereixen una interfície gràfica en les seves aplicacions. Molts fabricants d'ordinadors MS-DOS com Compaq, Zenith, i DEC van prometre el suport, igual que les empreses de programari, com ara Ashton-Tate i Lotus.Després de la vista prèvia de Windows, BYTE va declarar al desembre de 1983, que "sembla oferir notable obertura, possibilitats de reconfiguració, i facilitat de transport, així com els requisits de maquinari modestos i preus ... Tret d'una introducció de producte sorpresa d'una altra companyia, Microsoft Windows serà la primera prova a gran escala de la metàfora de l'escriptori de les mans dels seus destinataris".
Des de la primera en la història de Windows Bill Gates va veure com el futur de Microsoft. Ell va dir a InfoWorld a l'abril de 1984 que "Les nostres estratègies i energies com una empresa estan totalment compromeses a Windows, de la mateixa manera que estem compromesos amb els nuclis de sistemes operatius com MS-DOS i Xenix. També estem dient que només les aplicacions que aprofiten els avantatges de Windows seran competitives en el llarg termini. " IBM era notablement absent de l'anunci de Microsoft, i per a finals de 1984, la premsa va informar d'una "guerra de Windows" entre Windows, IBM TopView, i Digital Research GEM. Microsoft per la seva banda havia promès al novembre de 1983 per a l'enviament de Windows abans d'abril de 1984, però ara ha negat que s'ha anunciat una data de llançament, i va predir que Windows s'enviaria abans del juny de 1985. Restant importància a la multitasca, l'empresa va declarar que el propòsit de Windows, a diferència de la de la visió superior, era de "convertir l'equip en un entorn de bons gràfics", mentre l'ús de poca memòria.

### Windows 1.0
Windows 1.0 va ser llançat oficialment el 20 novembre 1985.

### Windows 1.02
La versió 1.02, va ser llançat al maig de 1986, va ser un llançament internacional.

### Windows 1.03
La versió 1.03, llançat a l'agost de 1986, inclou millores que ho van fer en consonància amb el llançament internacional. S'inclou controladors per teclats europeus i els controladors d'impressores i de pantalles addicionals.

### Windows 1.04
La versió 1.04, llançat a l'abril de 1987, afegeix suport per als nous ordinadors IBM PS/2, encara que no es va proporcionar suport als ratolins PS/2 o noves maneres de gràfics VGA. Al mateix temps, Microsoft i IBM van anunciar la introducció d'OS/2 i la seva interfície gràfica per a OS/2, Presentation Manager, que se suposava per reemplaçar en última instància tant MS-DOS i Windows.
El novembre de 1987, Windows 1.0 va ser succeït per Windows 2.0. Microsoft Windows 1.0 amb suport tècnic per 16 anys, fins al 31 desembre 2001 - la més llarga de totes les versions de Windows.

## Característiques
Windows 1.0 ofereix multitasca limitada de programes MS-DOS existents i es concentra a la creació d'un paradigma d'interacció (cf. bucle de missatges), un model d'execució i una API estable per al programari natiu pel futur. A causa de l'ampli suport de Microsoft per la compatibilitat amb versions anteriors, no només és possible executar programari de Windows 1.0 en les versions actuals de Windows, en gran manera, sinó també per tornar a compilar el codi font en una aplicació igualment funcional "moderna" amb modificacions limitades.
Windows 1.0 sovint es considera com un "front-end del sistema operatiu MS-DOS", una descripció que també s'ha aplicat a les versions posteriors de Windows. Windows 1.0 és un programa de MS-DOS. El programari de Windows 1.0 pot cridar a funcions de MS-DOS, i els programes d'interfície gràfica d'usuari s'executen des de fitxers .exe de la mateixa manera que els programes de MS-DOS. No obstant això, els arxius de Windows .exe tenien el seu propi format d'arxiu "executable nou" (NE), que només Windows podria processar i que, per exemple, permès la demanda de càrrega del codi i les dades. Se suposava que les aplicacions per gestionar la memòria només a través del mateix sistema de gestió de memòria de Windows, que va implementar un programari basat en memòria virtual, programa que permet les aplicacions més grans que els disponibles a la RAM.
A causa que els gràfics en MS-DOS són limitats, les aplicacions de MS-DOS han d'anar al maquinari nu (o, de vegades només per la BIOS) per a realitzar el treball. Per tant, Windows 1.0 incloucontroladors de dispositius originals per a la targeta gràfica, el ratolí, teclats, impressores i comunicacions en sèrie, i se suposa que les aplicacions només són supertades perquè invoquen les API construïdes sobre aquests controladors. Això, es va estendre a altres API, tals com les funcions de gestió del sistema d'arxius. En aquest sentit, Windows 1.0 va ser dissenyat per ser ampliat en un sistema operatiu de ple dret, en lloc de ser només un entorn gràfic utilitzat per les aplicacions. De fet, Windows 1.0 és una "front-end de DOS" i no pot funcionar sense un entorn DOS (s'utilitza, per exemple, les funcions de maneig d'arxius proporcionat pel DOS.) El nivell de substitució augmenta en versions posteriors.
Els requisits del sistema per a Windows 1.01 constituïts són CGA/HGC/EGA (catalogat com "monocrom o monitor en color"), MS-DOS 2.0, 256 kB de memòria o major, i dues unitats de disc de doble cara o un disc dur. A partir de la versió 1.03, el suport als gràfics d'AT&T Tandy es va afegir.
Windows 1.0 executa un programari d'interfície conegut com a MS-DOS Executive, que és poc més que una sortida per al ratolí de la comanda DIR que no admet icones i no és obedient al Y2K.Altres programes subministrats són Calculadora, Calendari, Clipboard Viewer, Rejotge, Notepad, Paint, Reversi, Cardfile, Terminal i Write.
Windows 1.0 no permet la superposició de finestres. En lloc d'això són totes les finestres en rajoles. Només els quadres de diàleg poden aparèixer sobre altres finestres, però no poden ser minimitzades.
Els executables de Windows 1.0, mentre que amb una extensió similar a .exe i la capçalera de l'arxiu inicial similar al programari de MS-DOS, que contenen el codi que imprimeix el missatge "Aquest programa requereix Microsoft Windows" com nous programes de Windows. En el seu lloc, la capçalera de l'arxiu executable té un model de programació C més recent especificant de més memòria, causant a DOS rebutjar l'executable amb un missatge d'error "El programa és massa gran per cabre en la memòria".

## Recepció
Windows 1.0 va ser llançat amb crítiques variades. La majoria dels crítics consideren que la plataforma té potencial futur, però que Windows 1.0 no ha complert les expectatives. Molts comentaris van criticar els seus exigents requisits del sistema, sobretot tenint en compte els pobres resultats experimentats quan s'executen múltiples aplicacions a la vegada, i que Windows van encoratjar l'ús d'un ratolí per a la navegació, un concepte relativament nou en el moment. The New York Times va fer una comparació del rendiment de Windows en un sistema amb 512 kB de RAM per "tirar-li melassa a l'Àrtic", i que el seu disseny era poc flexible per als usuaris de teclat, per la seva dependència d'una interfície orientada al ratolí. En conclusió, el Times va considerar que el baix rendiment, la manca d'un programari específic, la compatibilitat incerta amb els programes de DOS, i la manca de tutorials per a nous usuaris de programari basat en DOS com Borland Sidekick (que proporcionaria una varietat similar d'accessoris i funcionalitat multitasca) més desitjable per a la majoria dels usuaris de PC.
En retrospectiva, Windows 1.0 va ser considerat com un fracàs per publicacions de la tecnologia contemporània, qui, però, segueix sent reconegut la seva importància general de la història de la línia de Windows. Nathaniel Borenstein (que va passar a desenvolupar els estàndards MIME) i el seu equip de TI de la Universitat Carnegie Mellon també van ser crítics de Windows quan es va presentar per primera vegada a ells per un grup de representants de Microsoft. Subestimant l'impacte futur de la plataforma, creia que, en comparació amb un gestor de finestres a la casa, "aquests nois van entrar amb aquest sistema patètic i ingenu. Només sabíem que mai aconseguirien res." The Verge considerat la mala recepció cap a l'alliberament de Windows 8 en 2012 com un paral·lel a les lluites de Microsoft amb versions antigues de Windows. D'una manera similar a Windows 1.0 utilitza la parada MS-DOS com una capa, Windows 8 ofereix un nou tipus d'interfície i programari orientat a una forma emergent de dispositius d'interfície humana en els PC, en aquest cas, la pantalla tàctil (programari que, casualment, també podria no funcionar en la superposició de finestres, i només "trencat" al costat de la pantalla), corrent sobre el Windows shell heretat utilitzat per les versions anteriors.